# AGASA
Akeno Giant Air Shower Array  (AGASA) представлял собой набор детекторов частиц, предназначенных для изучения происхождения космических лучей сверхвысоких энергий. Он был развернут с 1987 по 1991 год и выведен из эксплуатации в 2004 году и состоял из 111 сцинтилляционных детекторов и 27 мюонных детекторов, разбросанных на площади 100 км2.
Им управлял Институт исследований космических лучей Токийского университета в обсерватории Акено (Akeno Observatory).
Результаты AGASA были использованы для расчета энергетического спектра и анизотропии космических лучей. Результаты помогли подтвердить существование космических лучей сверхвысокой энергии (>5×1019 эВ), таких как так называемая частица «Oh-My-God», которую наблюдали в эксперименте «Флайс ай» (Fly's Eye HiRes, «глаз мухи»), проведенном Университетом Юты.

Проект Массив телескопов (Telescope Array), образовавшийся в результате слияния групп AGASA и High Definition Fly’s Eye (HiRes), и обсерватория Пьера Оже (Pierre Auger Observatory) улучшили результаты AGASA за счет создания более крупных гибридных детекторов и сбора большего количества более точных данных.